# Ураганомер
Ураганоме́р — прибор, предназначенный для измерения мгновенных скоростей ураганного ветра.

## Конструкция
Существует несколько видов ураганомеров, в том числе:
Ураганомер, разработанный М. И. Гольцманом, состоит из двух трубок Пито, одна из которых динамическая и установлена при помощи флюгарки отверстием против потока ветра, а вторая — статическая, жёстко связанная с первой и направлена в противоположную сторону. Трубки соединены к U-образной манометрической части. По количеству жидкости, попадающей в измерительный сосуд, можно судить о максимальной скорости порывов ветра. 
Другой популярный тип ураганомера представляет собой анемометр, напоминающий анемограф Дайнса. Такой ураганомер состоит из 10—21 чашек, закреплённых на вертикальной металлической трубке. Воздействие воздушного потока вызывает разность аэродинамических сопротивление выпуклых и вогнутых сторон чашек, что приводит к возникновению вращательного момента, передаваемого на тензодатчики. Преимуществом такого ураганометра является отсутствие движущихся частей и большой диапазон измерений. Он позволяет регистрировать ураганы до 90 м/сек.